# Elina Chauvet
Elina Chauvet   (Casas Grandes, 1959) és una arquitecta i artista visual mexicana coneguda per la seva instal·lació Zapatos Rojos, un projecte d'art en què denuncia la violència envers les dones i els feminicidis.

## Biografia
Chauvet va estudiar Arquitectura a la Universitat Autònoma de Ciutat Juárez a l'estat de Chihuahua. Va començar a fer art de manera autodidacta i posteriorment es va formar en cursos i tallers de pintura, dibuix, ceràmica, gràfica, mitjans alternatius i fotografia.
El 1994 es va autodenominar artista, el mateix any que va guanyar un concurs de pintura a l'oli mercès al qual va poder dedicar-se un any sencer a la creació i fer la seva primera exhibició individual a Los Mochis.
Zapatos Rojos és el treball pel qual és coneguda internacionalment. La instal·lació va néixer el 2009 en resposta a l'onada de feminicidis a Ciudad Juárez a la dècada del 1990, la seva ciutat de residència. L'obra va estar inspirada per la mort de la germana de l'artista a mans del seu marit. La primera instal·lació es va presentar a una plaça de Ciudad Juárez el 22 d'agost a partir d'una donació de 33 parells de sabates. Posteriorment han organitzat «rèpliques» en altres ciutats de Mèxic i en nombrosos països estrangers.
Chauvet ha participat en més de quaranta exposicions col·lectives des del 1994. El 2017 la seva obra va ser inclosa a l'exposició «Feminicidio en México ¡Ya Basta!» presentada al Museu Memòria i Tolerància de Ciutat de Mèxic.